# الحروش (بني زرنتل الغربية)
الحروش هو دُوَّار يقع بجماعة بني زرنتل، إقليم خريبكة، جهة بني ملال خنيفرة في المملكة المغربية. ينتمي الدوّار لمشيخة بني زرنتل الغربية التي تضم 4 دواوير. يقدر عدد سكانه بـ 553 نسمة حسب الإحصاء الرسمي للسكان والسكنى لسنة 2004.

## روابط خارجية
- البوابة الوطنية للجماعات الترابية
- المندوبية السامية للتخطيط